# Katsa
Een katsa is een inlichtingenofficier te velde van de Mossad, de Israëlische geheime dienst. Hij of zij verzamelt informatie en stuurt agenten aan en is vergelijkbaar met een case officer van de CIA.

## Operaties
Gemiddeld zijn er 30 tot 40 katsa's tegelijkertijd actief, voornamelijk in Europa en slechts beperkt in het Midden-Oosten en in (nog) mindere mate in Afrika en Azië.
Het merendeel van de door Israël verzamelde informatie heeft betrekking op de Arabische wereld. Omdat het moeilijker is om te opereren in de Arabische landen werft de Mossad veel van haar agenten in Europa.
Hoewel sommige katsa's permanent in het buitenland zijn gestationeerd verplaatsen anderen zich per operatie, deze katsa's worden 'jumpers' genoemd.
Het aantal katsa's is veel kleiner dan die van andere grote inlichtingendiensten als gevolg van de sayanim, dit zijn vrijwillige, niet-Israëlische Joden en logistieke steun verlenen over de hele wereld. De meeste katsa's zijn voormalige leden van het Israëlische defensieleger.

## Organisatie
Katsa's vallen onder het hoofd van divisie Operaties binnen de Mossad in een afdeling Tsomet (kruising) of Melucha (Koninkrijk) genaamd. Ze zijn verder opgedeeld in drie geografische sectoren:
- Isareli Branch: deze omvat het Midden-Oosten, Noord-Afrika, Spanje en 'jumper' katsa's die zich verplaatsen tussen de verschillende operaties;
- Branch B: deze omvat Duitsland, Oostenrijk en Italië;
- Branch C: deze omvat Frankrijk, Verenigd Koninkrijk, Benelux, en Scandinavië.

## Bekende en vermoedelijke katsa's
- Victor Ostrovsky: de auteur van Het web van de Mossad, waarin hij beschrijft hoe hij werkte als een katsa;
- Michael Harari: Leidde een groep van Mossadagenten die per abuis een onschuldige kelner (Ahmed Bouchiki) in de Lillehammer-affaire in 1973 doodde;
  - Mossadagenten die ook betrokken waren bij de Lillehammeraffaire:
    - Dan Arbel
    - Abraham Gehmer alias Leslie Orbaum
    - Zwi Steinberg
    - Michael Dorf
    - Marianne Gladnikoff
    - Syliva Rafael alias Patricia Lesley Roxburgh
- Yuval Aviv: beweert in zijn boek Vengeance de leider te zijn van Operatie Toorn van God als reactie op de Bloedbad van München.